# Божић у Француској
Божић у Француској је велика годишња прослава, као и у већини земаља хришћанског света. Божић се у Француској слави као државни празник 25. децембра, што се слаже заједно са другим земљама.
Јавни живот на Божић је углавном тих. Затворене су поште, банке, продавнице, ресторани, кафићи и друга предузећа. Многи људи у Француској постављају јелку, посећују цркву, једу сложени оброк и отварају поклоне на Бадње вече. Остале активности укључују шетњу парком, учешће у градском животу и дељење оброка са породицом и блиским пријатељима.

## Пер Ноел
Пер Ноел (фр. Père Noël) је доносилац поклона за Божић у Француској и другим областима у којима се говори француски, поистовећен са Деда Мразом на територијама енглеског говорног подручја. Према традицији, на Бадње вече деца остављају ципеле поред камина испуњене шаргарепом и посластицама за магарца Пер Ноела, Гуи (француски за "имела") пре него што оду у кревет. Пер Ноел узима понуде и, ако је дете било добро, оставља поклоне уместо њих. Поклони су традиционално довољно мали да стану у ципеле; слаткише, новац или мале играчке.

## Музика

### Песме
| Назив                                    | Музика/текст                                 | Објављена                                     |
| ---------------------------------------- | -------------------------------------------- | --------------------------------------------- |
| "Il est né, le divin enfant"             | Традиционално француска                      | 1875                                          |
| "Les Anges dans nos campagnes"           |                                              |                                               |
| "Minuit, Chrétiens" (Cantique de Noël)   | lyrics: Placide Cappeau, music: Адолф Адам   | 1843 (текст), 1847 (музика)                   |
| "Noël nouvelet"                          |                                              | 15. век                                       |
| "Patapan" ("Guillô, pran ton tamborin!") | Burgundian traditional                       |                                               |
| "Petit Papa Noël"                        | lyrics: Raymond Vincy; music: Henri Martinet | 1946                                          |
| "C'est Noël"                             | lyrics: Jean Manse; music: Henri Betti       | 1956                                          |
| "Quelle est cette odeur agréable?"       |                                              |                                               |
| "Un flambeau, Jeannette, Isabelle"       |                                              | 1553                                          |
| "La Marche Des Rois Mages"               |                                              | 13. век традиционална                         |
| "Entre le bœuf et l'âne gris"            |                                              | 13. или 16. век                               |
| "Çà, bergers, assemblons-nous"           |                                              | музика 15./16. век; објављено 1701. са речима |
| "Venez divin Messie"                     |                                              | музика 16. век; објављен у 18. веку са речима |
| "D'où viens-tu, bergère?"                |                                              |                                               |
| "Dans cette étable"                      |                                              | речи из 19. века                              |

## Храна
Неке типичне француске божићне намирнице садрже:  
- Тартуфи
- Зечја терина
- Супа од белог лука
- Салата, грашак, боранија, шаргарепа и кромпир
- Мала чоколада и слатки бомбони

Традиционална француска божићна храна укључује много меса (шунка, ћуретина, пилетина и говедина) са прилозима као што су пире, пасуљ, салата, грашак и шаргарепа. Супа и хлеб су такође веома популарни. Десерти укључују колаче, мафине и остале слаткише заједно са малим бомбонима.

## Декорација
Декорација за Божић је веома честа у Француској. Многа домаћинства, јавни простори и предузећа украшени су светлима и јелкама. Адвентски венци су такође уобичајени, сачињени су од грана јеле и бора за прву недељу Адвента. Адвентски венац је на врху са четири свеће, које симболизују четири недеље које претходе Божићу. Свака свећа се пали сваке недеље пред Божић.
Јелке могу бити украшене или може имати једноставан домаћи и традиционалан декор. Уместо постављања украсних божићних украса на јелку, често се црвене траке користе за украшавање. За украшавање се користе и стаклени или пластични украси који подсећају на јабуке које су се традиционално качили са јелки у Француској. Користе се и мале беле свеће. Сматра се да употреба имеле доноси срећу и свако домаћинство у Француској окачи имелу на врата током Божића. Чува се до Нове године и постоји веровање да ако га пољубите у поноћ, срећа ће вам помоћи и да ћете у наредној години бити испуњени срећом и благостањем.
Неки други популарни украси укључују ципеле уместо чарапа, употреба свећа је веома популарна и обично се постављају на столове током божићних оброка или постављају крај прозора. Многа француска домаћинства, посебно хришћанска, имају јаслице.